# Laviossaari
Laviossaari är en ö i Finland. Den ligger i sjön Päijänne och i kommunen Kuhmois i landskapet Mellersta Finland, i den södra delen av landet, 150 km norr om huvudstaden Helsingfors. Öns area är 4,4 hektar och dess största längd är 360 meter i sydöst-nordvästlig riktning.